# گمینا گیلنگوو
گمینا گیلنگوو (به لهستانی:  Gmina Gielniów) یک گمینا در لهستان است که در شهرستان پژسوخا واقع شده‌است. گمینا گیلنگوو ۷۹٫۱۷ کیلومتر مربع مساحت و ۴٬۸۲۴ نفر جمعیت دارد.